# Kinetoplastea
Die Kinetoplastea (Syn.: Kinetoplastida) bilden eine Klasse geißeltragender einzelliger Organismen (Flagellaten); sie gehören zu den Euglenozoa. Viele Kinetoplasten sind Parasiten.

## Beschreibung
Die Kinetoplastea haben ein einziges großes Mitochondrium, in dem sich der sogenannte Kinetoplast befindet: eine große Menge an fibrillärer DNA (kDNA), der oft in enger Beziehung zur Basis der Geißel steht.

## Ökologie
Viele Kinetoplastea sind parasitär, wie zum Beispiel die Art Trypanosoma brucei, ein Parasit im Menschen, der die Schlafkrankheit auslöst. Überträger ist hier die Tsetse-Fliege. Eine andere, dem Menschen gefährliche, Kinetoplastideaart ist Trypanosoma cruzi, die die Chagas-Krankheit auslöst (Siehe auch: Trypanosomen).

## Systematik

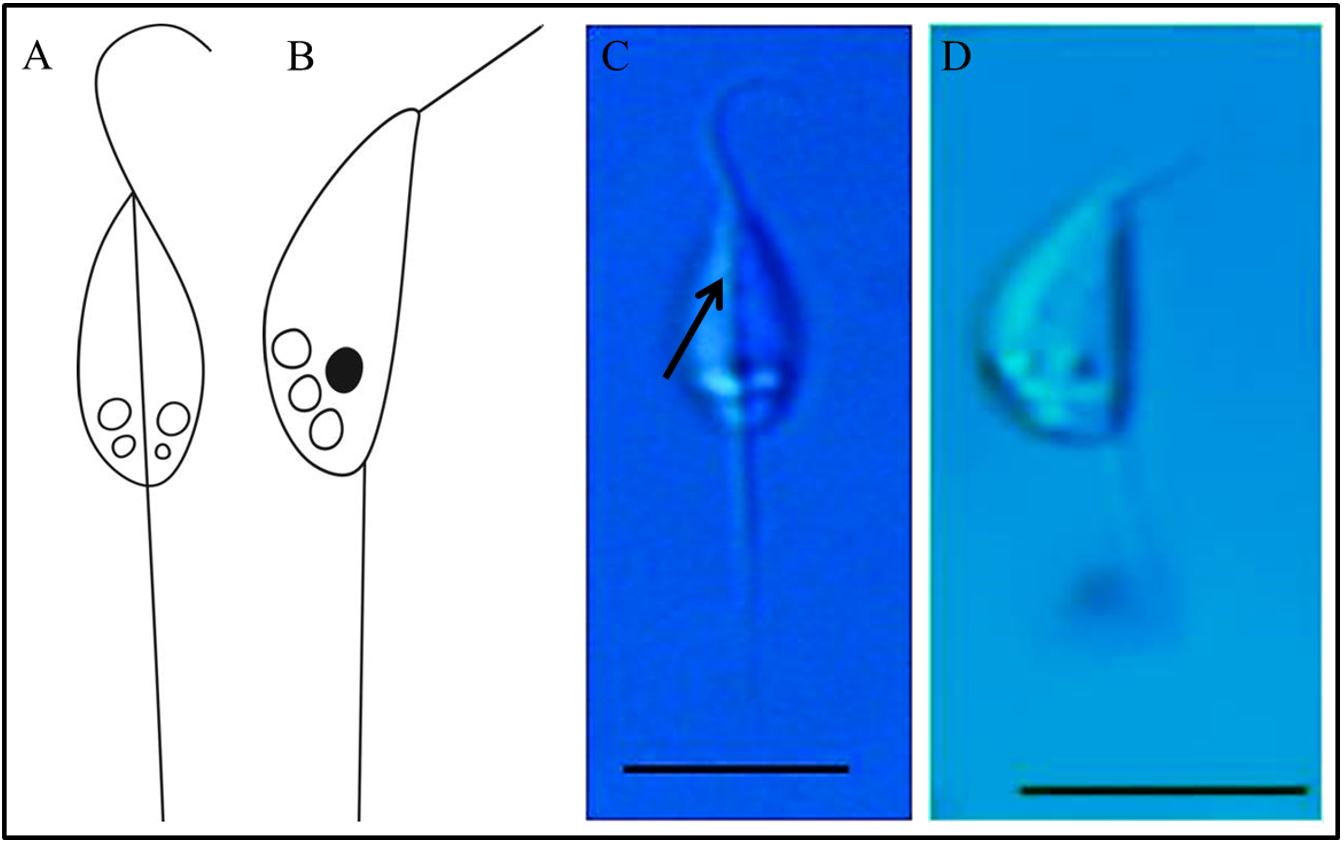
Dimastigella trypaniformis: (A) und (B) Schemazeichnungen, (C) und (D) Mikrophotographien, Pfeil zeigt auf die Geißel in Zellnähe. Balken: 5 µm.

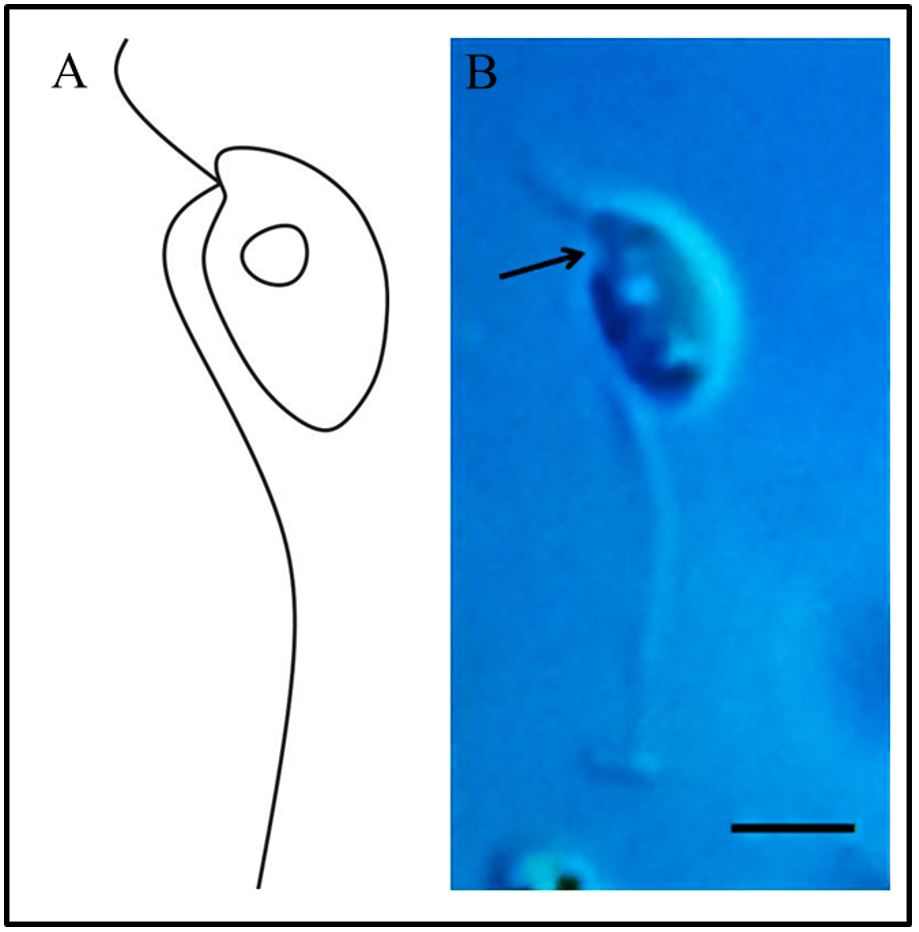
Neobodo designis: (A) Schemazeichnung, (B) Mikrophotographie, der Pfeil zeigt auf die vorn befindliche Geißelgrube. Balken 5 µm.

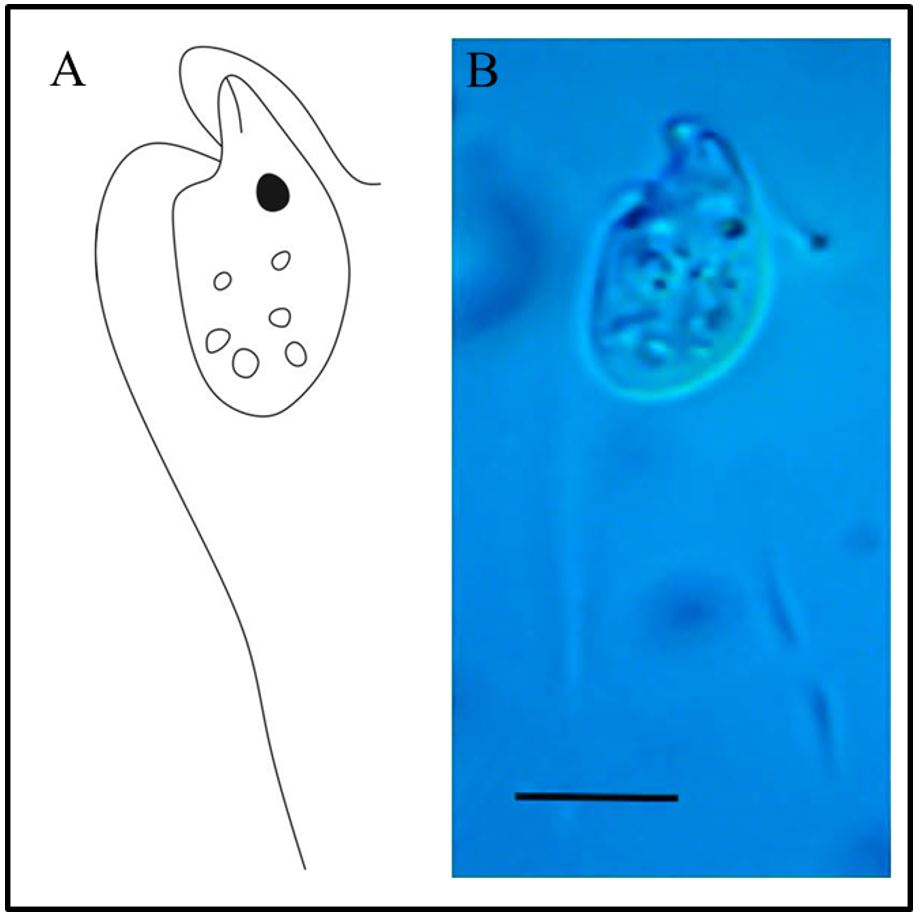
Rhynchobodo simius: (A) Schemazeichnung, (B) Mikrophotographie. Balken 5 µm.

Traditionell wurden die Kinetoplastea in die beiden Unterordnungen Bodonida und Trypanosomida unterteilt. Adl et al. unterteilen aufgrund neuer Erkenntnisse die Gruppe folgendermaßen (aufgeführt ist jeweils eine Auswahl an Gattungen):
- Prokinetoplastina
  - Apiculatamorpha (Gattung incertae sedis)
  - Ichthyobodonidae (mit Perkinsellia und Ichthyobodo, dazu I. necator)
- Metakinetoplastina
  - Neobodonida (mit Dimastigella, Neobodo, Rhynchobodo und Rhynchomonas)
  - Parabodonida (mit Parabodo und Trypanoplasma)
  - Eubodonida (mit Bodo)
  - Trypanosomatida (mit Leishmania und Trypanosoma)